# 7565 Zipfel
7565 Zipfel este un asteroid din centura principală, descoperit pe 14 septembrie 1988, de Schelte Bus.